# Cheirotonus formosanus
Cheirotonus formosanus är en skalbaggsart som beskrevs av Ohaus 1913. Cheirotonus formosanus ingår i släktet Cheirotonus och familjen Euchiridae. Inga underarter finns listade i Catalogue of Life.